# Biblebelt

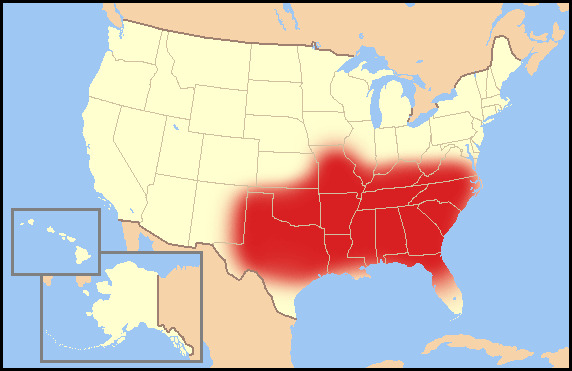
Biblebelt in de VS

Met Biblebelt (Engelse spelling Bible Belt) wordt in Engelstalige landen een streek aangeduid waar een hoge concentratie behoudend christelijke kerken te vinden is, die vaak ook een stempel drukken op de daar heersende zeden en gewoonten. Meestal betreft het de zuidelijke staten van de Verenigde Staten, waar de Southern Baptist Conventions alomtegenwoordig zijn. Veel christenen in deze streek nemen de Bijbel letterlijk zoals het er staat en geloven daarom ook in de schepping zoals beschreven in Genesis. Hierdoor zijn er veel aanhangers van het jongeaardecreationisme in de Biblebelt die via onder andere politieke actie het creationisme een officiële status in het onderwijs willen geven.
In Nederland kent men het begrip Bijbelgordel, een gebied waar veel bevindelijk gereformeerden (refo's) wonen. Ook deze wordt wel aangeduid als Biblebelt. In Noorwegen is er ook een bibelbeltet en een 'kleine Bijbelgordel' (lille bibelbeltet) in het zuidoosten bij de Zweedse grens bij Rømskog en Aremark.